# Welsh terrier

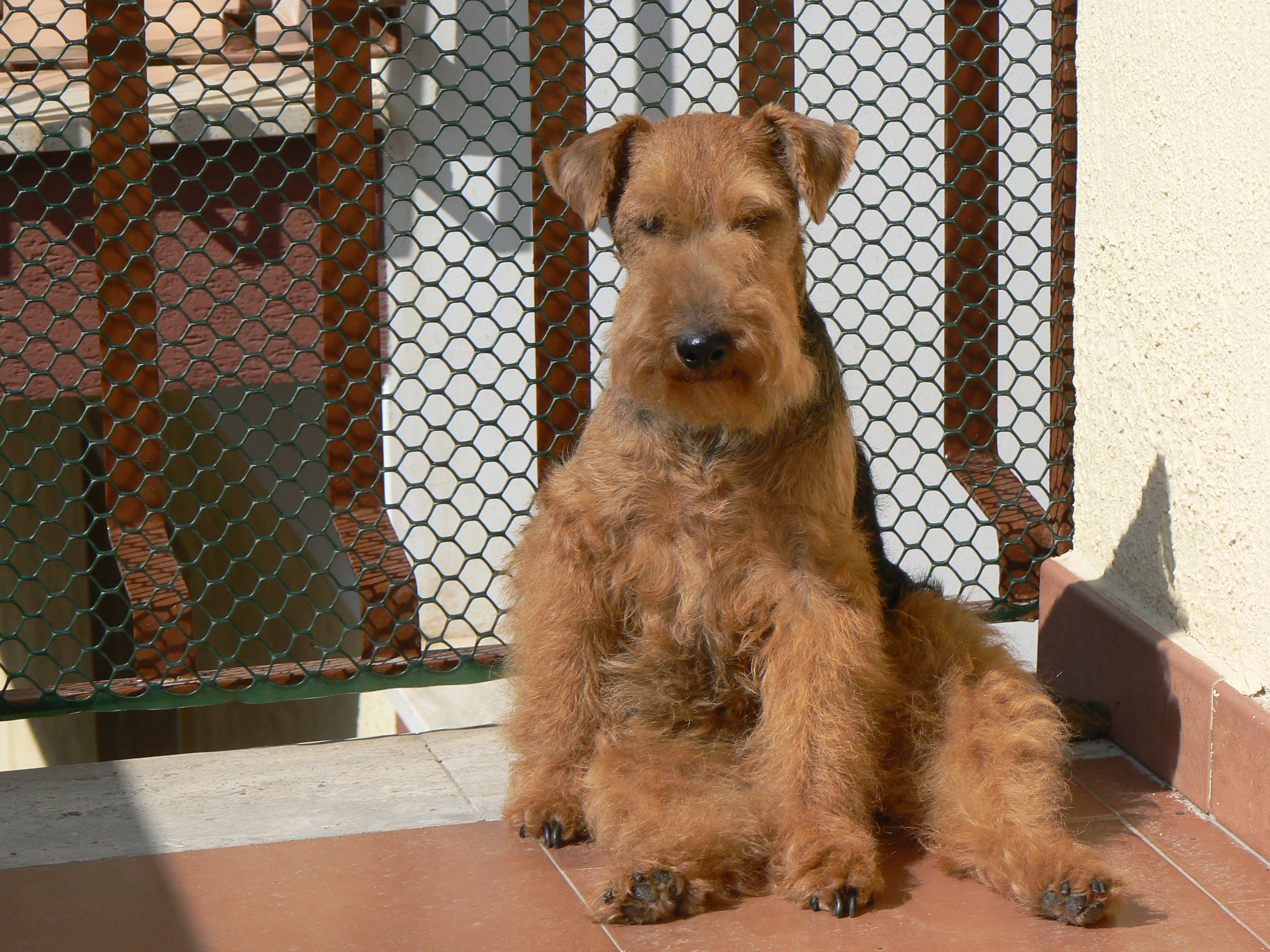
Welsh Terrier

Il Welsh Terrier è una razza di cane da tana, del gruppo III - Terrier, originario del Galles. Utilizzato prevalentemente per la caccia della volpe, ma anche ai roditori e al tasso, durante l'ultimo secolo è stato allevato soprattutto per le mostre canine. Nonostante ciò, ha mantenuto la tipica forza di carattere dei terrier. Quella del Welsh è considerata la più antica tra tutte le razze di terrier nel Regno Unito.
Pur essendo un cane di modeste dimensioni (non supera i 39 cm al garrese) non ha paura di nulla e lo dimostra palesemente davanti ai suoi simili.
È un cane che ama stare in appartamento, ma allo stesso tempo è un cane molto dinamico che esige attenzione nei suoi confronti e pretende di essere parte attiva nella vita della famiglia; lo dimostra la sua esasperante curiosità ed attenzione a ciò che accade intorno a lui.

## Storia
Tra gli antenati di questa razza c'è l'antico Terrier nero-focato. Il riconoscimento del Welsh da parte del British Kennel Club avvenne nel 1886. Due anni dopo, la razza venne esportata negli Stati Uniti.

## Standard
- Altezza massima al garrese: 39,5 cm.
- Peso medio: da 9 a 9,5 kg.
- Testa. Tartufo nero. Muso abbastanza lungo. Mascelle potenti. Dentatura a forbice. Stop poco evidente. Cranio piatto, piuttosto largo fra le orecchie.
- Occhi. Piccoli, di colore scuro.
- Orecchie. A forma di «V», piccole, piazzate alte, portate in avanti aderenti alle guance.
- Collo. Di media lunghezza, leggermente arcuato.
- Arti anteriori. Spalle oblique, ben discese. Arti diritti e muscolosi, con forte ossatura. Metacarpi diritti e potenti.
- Corpo. Torace ben cerchiato, moderatamente lungo. Dorso corto, diritto. Rene robusto.
- Arti posteriori. Robusti, con cosce muscolose e abbastanza lunghe. Garretti ben angolati e ben discesi, con buona ossatura.
- Piedi. Piccoli e rotondi.
- Coda. Ben inserita.
- Manto. Pelo ruvido, duro, molto fitto e abbondante. Colore: nero focato o grigio nero focato.

## Particolarità
Deve essere sottoposto a stripping per l'eventuale esposizione sul ring. In natura tenderebbero a strapparsi il pelo coi denti se non correttamente tolettati.
Lo stripping o il grooming devono essere effettuati rigorosamente a mano: il tempo impiegato è di circa 3 ore e il cane deve essere abituato al "tavolo". Solitamente questa razza molto rara viene tenuta da amatori.